# Earth (zespół muzyczny)
Earth – amerykański zespół, prekursor gatunku drone metal nazywanego także drone doom.
Utworzony na początku lat 90. XX wieku w mieście Olympia. Wkrótce zespół przeniósł się do Seattle. W studiu nagraniowym Smegma (Portland w stanie Oregon) odbyła się sesja nagraniowa, w której uczestniczył m.in. Kurt Cobain. Materiał ten wydany został przez wytwórnię Sub Pop pod tytułem Extra Capsular Extraction (EP).

## Obecny skład
- Dylan Carlson – gitara
- Adrienne Davies – perkusja
- Bill Herzog – gitara basowa

## Dyskografia
- Extra-Capsular Extraction (1991)
- Earth 2: Special Low Frequency Version (1993)
- Phase 3: Thrones And Dominions (1995)
- Pentastar: In The Style Of Demons (1996)
- Legacy Of Dissolution (2005)
- Hex: Or Printing On The Infernal Method (2005)
- Hibernaculum (2007)
- The Bees Made Honey In The Lion’s Skull (2008)
- Angels of Darkness, Demons Of Light I (2011)
- Angels of Darkness, Demons of Light II (2012)
- Primitive and Deadly (2014)